# 理蕃政策

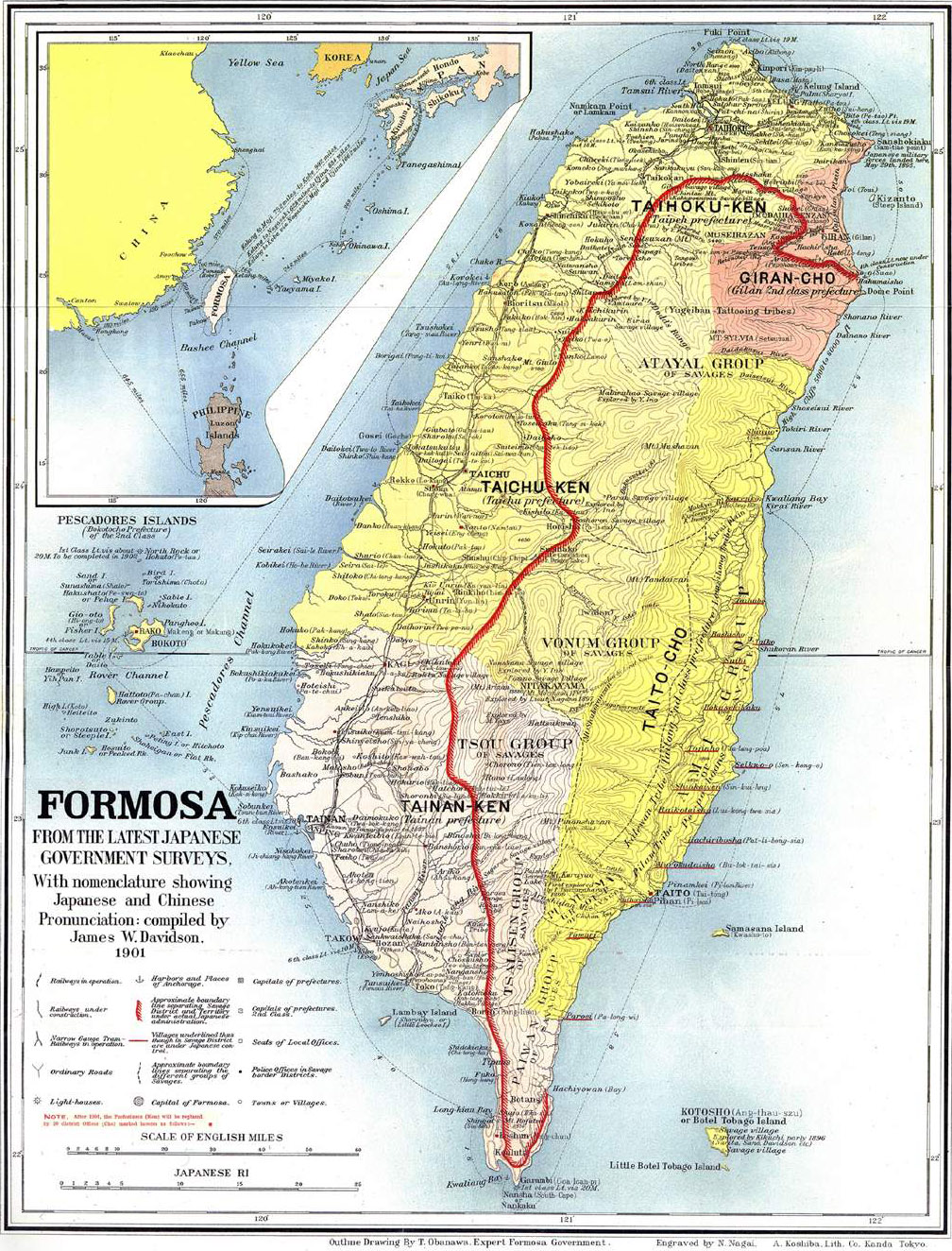
1901年的台灣行政區劃圖，其中紅線係當時所稱「漢蕃交界線」（實際上為生蕃區與日本實際行政治理領域的交界），紅線右方係「蕃區」。

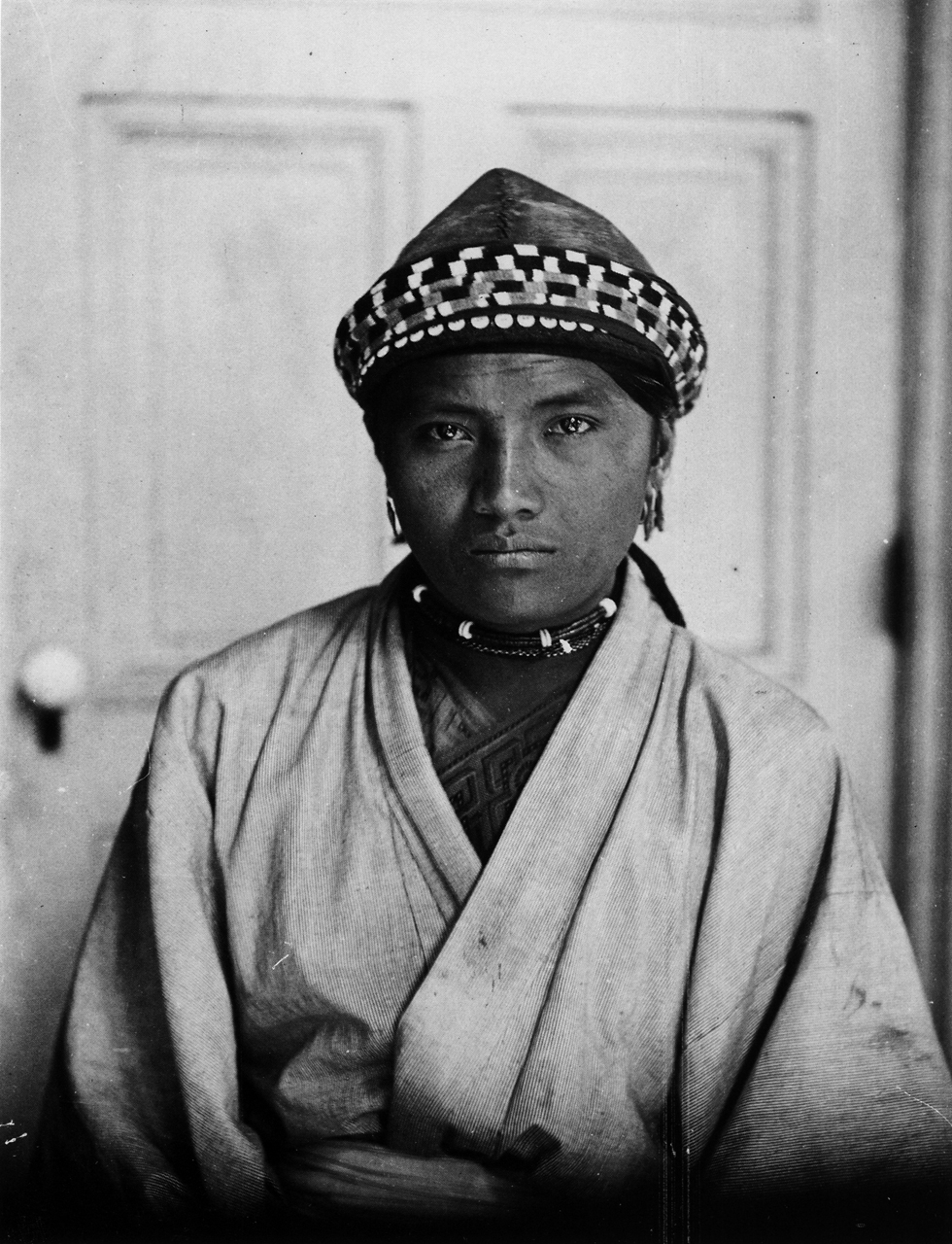
台灣原住民魯凱族的頭目，拍攝於東京帝國大學人類學教室，台灣日治時期（詳細時間不詳）

理蕃政策是指1895年至1945年，日本於台灣日治時期對於台灣原住民所研擬與實施的特別法規與政策總稱。「蕃」於此間，即指台灣原住民，而執行此政策者正為當時於該地行使統治權的台灣總督府。「理蕃政策」的完整名稱在該時期文獻或法令中並不常用，主要是使用理蕃一詞。

## 簡介
1905年，日治時期的台灣實施首次理蕃政策。就全台將近三百萬人口中，台灣原住民佔有七餘萬人。其中，高度漢化的平埔族占台灣全部人口的百分之1.53%（4萬6千餘人），高山族則約為3.62%（十一萬三千餘人）。而理蕃政策對象，一般來說則單指後者，而非平埔族的十一萬餘人的原住民。因為日本政府對於的理蕃政策定義為「未曾有過，及無任何系統的經驗與文化」的民族政策，因此比其他的台灣政策更為慎重與深入。
以多紙臺灣總督府令替代適用於台灣原住民民刑法的該政策走向，在前期，大約可與台灣總督府統治台灣的基本精神分為討伐為主的「始政鎮壓」與懷柔為主的「教育同化」兩階段。1923年，日本裕仁皇太子行啟台灣之際，台灣總督府奉其詔及日本本土輿論，研擬廢除「生蕃」或「蕃人」稱呼，改稱「高砂族」，並研擬將理蕃政策改為全面同化。不過在其更名與政策改向期間，卻因1930年的霧社事件稍微延宕。
1936年，台灣總督府將對於台灣原住民的蕃人名稱改為高砂族，同時，並對原住民開始實施與台灣漢人相同的皇民化政策，自此，不具名卻存在的理蕃政策才改以皇民化政策取代。雖是如此，後期內地延長化極端表現的原住民政策，仍可視為以日本本國利益優先的理蕃政策一部份。

## 始政鎮壓（1895年－1915年）

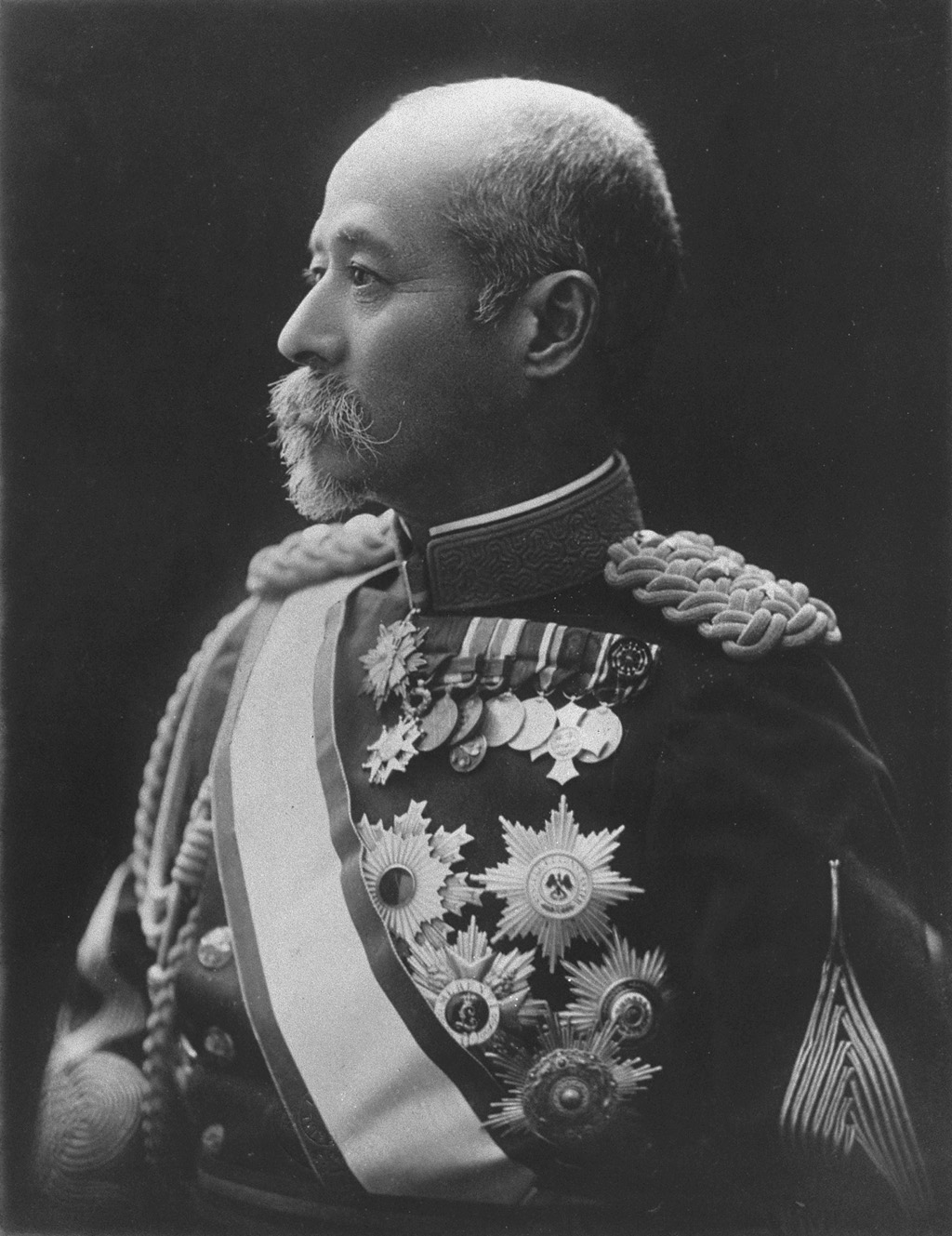
兒玉源太郎

1895年，台灣邁入日治時期。日本除了面對漢人為主的清朝遺民外，還需要面對南島語系的台灣原住民。19世紀末，一般日人與漢人均以「蕃」字稱呼台灣原住民，意謂「蠻荒未開化」。而所謂「理蕃」或「治蕃」則通指台灣總督府的原住民事務，而該事務的基礎則是由兒玉源太郎與佐久間左馬太兩位總督打下的。
若詳加以年代分析，1895年至1902年間的理蕃政策是消極的綏撫，之後才是真正的積極治理。會在日治初期採取放任態度，原因之一在日方對台灣原住民的不了解與防止其數十萬台灣原民與漢民的反日結盟。俟1900年代初期，漢人反日運動漸歇之後，所謂治蕃或理蕃政策就積極研擬與執行。
1902年，賽夏族發生南庄事件。起因為採集樟腦衝突的該事件，暴露出台灣總督府於開採台灣山地資源同時，不能忽略台灣原住民的反應。也就是：用鐵絲製成的四百公里長隘勇線圈住原住民區域且無視蕃人的圍堵做法，已經遭到反彈。

造成數十人死亡的南庄反日事件發生後，台灣總督府參事官持地六三郎於事件調查後，於同年12月提出「關於蕃政問題意見書」。該意見書為日本制定所謂「理蕃政策」提出明確的方針，也就是台灣總督府在台灣原住民事務上，要以追求經濟利益為最優先的前提，並在該政策上要較其他對台政策上，更徹底地運用帝國主義的高壓殖民地統治。持地六三郎在其意見書的引言當中，表明他對此政策的基本立場說：
這裡只談蕃地問題，因為在日本帝國主權的眼中，只見蕃地而不見蕃人。蕃地問題，必須從經濟上的觀點好好地解決，而其經營必須要有財政上的方針。大概國家的各種問題，最後沒有不歸結到經濟上的財政問題。至於殖民地的經營，更特別需求從經濟上、財政上的觀點，來解決各種問題。
持地六三郎發表的此政策，即為當任台灣總督兒玉源太郎所制定「理蕃大綱」的最高綱領。此種以經濟利益為主的理論不但馬上被兒玉總督應用執行，繼任的佐久間左馬太總督更以兩次的五年理蕃計畫來澈底執行。而兩任總督的理蕃政策，共通點在於把台灣原住民政策與攫取台灣山林資源畫上等號。除為了資源不惜用武力討伐外，同時施予台灣原住民族群的教育、現代化硬體改善，被日本政府認為是為了獲得資源而必須付出的代價。而事實上，1907年至1914年的兩次「五年理蕃計畫」完全以鎮壓討伐為主，威嚇懷柔為輔，而該計劃實際執行者佐久間總督更不惜使用武力來澈底實行此計畫。

## 教育同化（1916年－1937年）
事實上，在1900年代初期開始，日本就漸次展開對台灣原住民的同化與教育工作。其中，以蕃童教育所與蕃人公學校兩者為主要宣傳教化機構。而此同化階段為主的理蕃政策，正是以此兩教育機構為基礎。
1910年代中期，日本本國政治生態發生變化，日本國內正處於由藩閥政府與官僚政治轉換到政黨政治和議會政治的大正民主時期。1919年，田健治郎被派任為殖民地台灣的首任文官總督，他在赴任前，與日本首相原敬談妥，以「同化政策」為統治的基本方針，並於同年10月正式向府內官員發表。他表示，同化政策的精神是「內地延長主義」，也就是將台灣視為日本內地的延長，目的在於使台灣民眾成為完全之日本臣民，效忠日本朝廷，加以教化善導，以涵養其對國家之義務觀念。

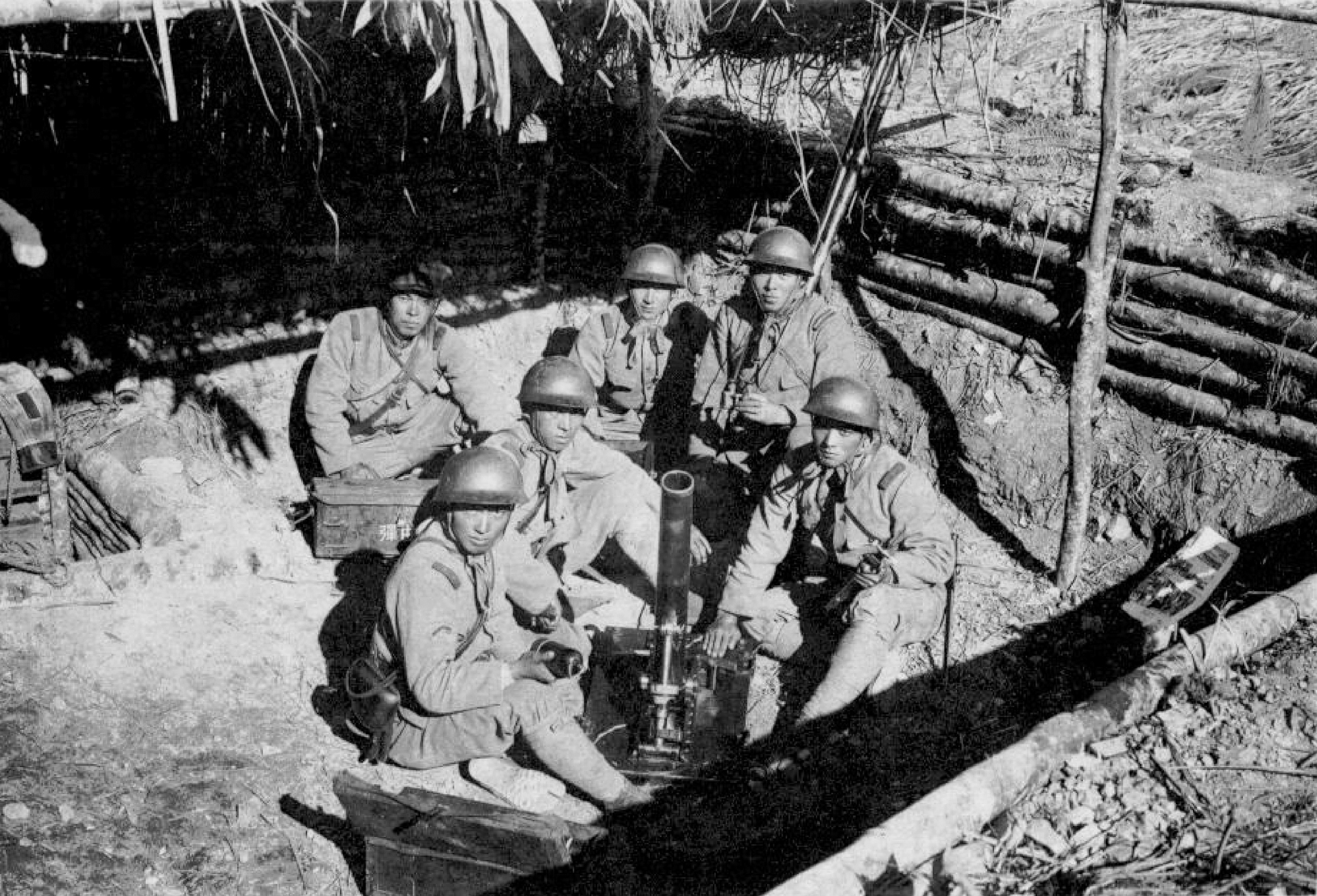
霧社事件中，日軍由馬赫坡高地之塹壕向馬赫坡大岩窟砲擊

幾乎在同時間，理蕃政策也秉持此一理念，從鎮壓討伐改變成教育同化。這裡頭重點工作在於指導原住民種稻、養蠶、造林等，以取代原住民舊有的狩獵生活。並比以前更積極的廣設蕃童教育所，普及日語，以便推行同化政策。在硬體設施方面，則在山區設立公共廁所及墳墓等衛生設施和山地衛生所。除此，以警方力量為主的管制力量，同時禁止了原住民保留出草、刺青、拔牙、屋內埋葬等風俗習慣。另外，也懷柔的充實警備設施，利用原住民的勞力從事山林的開墾建設。後期尚還在數個樣板山地原住民村落，廣設派出所、開闢馬路，架設鐵線橋、舖設電話線等。不過因與原住民本來生活習慣、風俗及信仰有所衝突，加上勞役繁重及原住民婦女被警察始亂終棄的問題，終於在1930年爆發了震驚世界的「霧社事件」。
死傷慘重的霧社事件發生於1930年10月27日，以頭目莫那魯道為代表，共六個部落300多位族人發動對殖民統治的反抗，殺死在霧社小學舉行運動會的134名日本人。事件發生後，總督府主張對原住民擁有報復及討伐權。於此理念下，總督府遂展開近二個月的軍事討伐，以賽德克族為主，參與反抗行動的三百名原住民兵勇非戰死即自盡，其家人或族人也多上吊或跳崖，史稱霧社事件。該事件不但令總督府多位高級官員下臺，也成為台灣日治時期最直接且最激烈的武裝反抗行動。
霧社事件後，總督府同化台灣原住民的企圖受到某些影響。除了台灣總督府研擬廢除「蕃人」稱呼，改稱「高砂族」，並將鎮壓改為同化的腳步放慢之外，1930年至1937年的理蕃政策，在某部分上，又回復到1895年統治之初的放任與「以夷制夷」的基本策略。而類似霧社此種樣板部落的建立，更宣告步調稍緩。

## 皇民化運動（1937年－1945年）

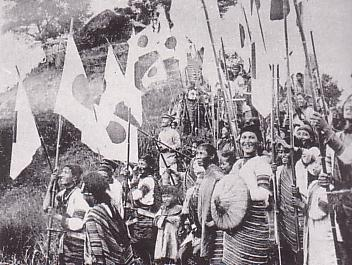
揮舞日本國旗的台灣原住民

自1937年的盧溝橋事件開始，一直到二次大戰結束的1945年為止，日本在台灣的殖民統治邁向了另一個階段。由於日本發動侵華戰爭，因應需要，又在1936年9月台灣總督府恢復武官總督的設置。
該時期因戰爭的需要，日本經濟泥足深陷，全國逐漸進入所謂戰時體制，繼而孤住一擲，發動太平洋戰爭，國力消耗甚鉅，人力物力羅掘俱窮，需要台灣及台灣原住民的協助。然而要台灣同心協力，實非台人完全日本人化不可。因此，除了取消原來允許的社會運動外，乃由同化政策更進一步，積極從精神上企圖消滅台灣原住民的民族意識，生活上脫離漢民族或南島民族樣式與色彩，全力進行所謂皇民化運動，大倡台人全面日本化，並全面動員台人參加其戰時工作，一直持續到1945年二次大戰結束、台灣轉交國民黨政權管治為止。本時期可以稱為皇民化時期，是「內地化」的極端形式。
皇民化運動係分成二階段進行。第一階段是1936年底到1940年的國民精神總動員，重點除了將台灣原住民的「蕃人」之名稱改為高砂族之外，也確立台灣原住民對時局的認識，強化國民意識。通過各種思想宣傳與精神動員，灌輸大日本臣民思想。第二階段是1941年到1945年的皇民奉公運動時期，主旨在徹底落實日本皇民思想，強調挺身實踐，驅使台灣人為日本帝國盡忠。而此皇民化的最頂峰表現則出現在1942年至1943年，4000名志願原住民所組成，遠赴海外作戰的高砂義勇隊。

## 理蕃大綱
此理蕃大綱是在1931年12月28日提出，共有8條如下：
1. 理蕃的目的是為了教化蕃人、安定其生活，並使其能一視同仁地沐浴在聖德之下。
2. 理蕃應該對於蕃人有正確的理解，並以其實際生活為基礎樹立相關方策。
3. 對蕃人應待之以誠信，並懇切地加以引導。
4. 蕃人教化是為了矯正其弊習，以培養良好的習慣、涵養國民思想、重視實科教養，並著重在日常生活中授與簡單知識。
5. 蕃人的經濟生活現況雖以農耕經營為主，但大多是以及為幼稚的輪作法，未來應進一步獎勵集約式的定耕，或實施集團移住，以改善其生活現況，並同時謀求經濟上的自主獨立。另外，關於蕃人的土地問題必須最為慎重考量，以期不至於壓迫其生活條件。
6. 對於理蕃關係者，尤其是在現地的警察官，要任用具沈著厚重精神的人，並給予優厚的待遇，不隨意地變更其駐地，以「人物中心主義」確保理蕃的永久效果。
7. 在蕃地修築道路，以提升交通便利性，並期望徹底普及撫育教化。
8. 講求醫藥救治醫療的方法，以減輕蕃人生活的苦患，以此作為理蕃的一大助益。[2]

## 理蕃策略

### 設置駐在所

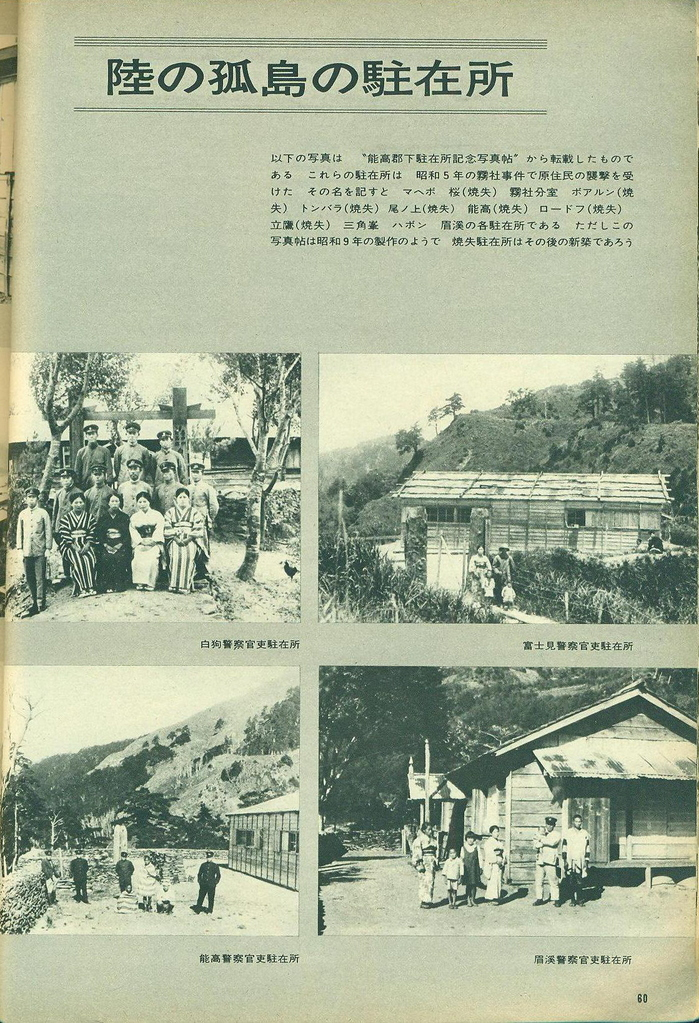
臺中州能高郡的警察官吏駐在所

各原住民部落設置「警察官吏駐在所」，以管轄山地的開發，以及教化、授產、醫療、交易等事務，與平地的警察官吏派出所有所不同。在1937年底，在蕃地共設有3處警察分室、504處警察官吏駐在所，其下的人員包含21位警部、53位警部補、1,948位巡查、3,172位警手、37位公醫。

### 道路開闢
在1915年的五年理蕃計畫結束後，總督府開始積極開闢蕃地道路（在文獻上又稱為警備道路、理蕃道路、越嶺道路等名稱），聯絡山區部落及設置警察駐在所。
| 名稱                       | 起點     | 終點   | 建設時間             | 長度  | 備註                   |
| -------------------------- | -------- | ------ | -------------------- | ----- | ---------------------- |
| 浸水越道路                 | 石頭營   | 巴塱衛 | 1986、1917           | 55.3  | 浸水營古道             |
| 桃宜橫斷道路(角板三星道路) | 角板山   | 土場   | 1912~1917            | 125.7 | 北橫公路               |
| 內太魯閣道路               | 新城     | 塔比多 | 1914~1915            | 30.7  | 中橫公路東段           |
| 花宜道路、臨海道路         | 蘇澳     | 花蓮港 | 1916~1925、1927~1932 | 121.7 | 蘇花公路               |
| 能高越道路                 | 霧社     | 初音   | 1917~1918            | 90.3  | 能高越嶺道             |
| 八通關越道路               | 楠子腳萬 | 玉里   | 1919~1921            | 125.7 | 八通關越道路           |
| 比亞南越道路               | 四季     | 霧社   | 1920~1921            | 94.3  | 台7甲線、力行產業道路  |
| 霞喀羅道路                 | 荻坂     | 桃山   | 1921~1922            | 53.3  | 霞喀羅古道             |
| 巴塱林望眼道路             | 巴塱     | 林望眼 | 1922                 | 33.5  | 福巴越嶺古道           |
| 大甲溪道路                 | 久良栖   | 志佳陽 | 1922~1923            | 65.9  | 中橫公路西段           |
| 北坑溪道路                 | 二本松   | 田村臺 | 1922~1926            | 67.6  | 雪霸國家公園北坑溪古道 |
| 內本鹿道路                 | 藤枝     | 桃源   | 1924~1927            | 118.6 | 內本鹿越嶺古道         |
| 知本越道路                 | 三地門   | 大南社 | 1927~1929            | 133.6 | 知本越嶺古道           |
| 關山越道路                 | 六龜     | 新武路 | 1927~1930            | 114.1 | 關山越嶺古道           |
| 合歡越道路                 | 霧社     | 塔比多 | 1933~1935            | 78.8  | 合歡越嶺古道           |

### 表揚及救濟
對於成績好的教育所兒童、行善者、優良團體、國語普及獎勵，會頒發獎金表揚。在1932年12月則制定了「理蕃善行章授與規程」、「頭目章綬與規程」，至1937年共頒發534個頭目章、452個行善章。

### 教化

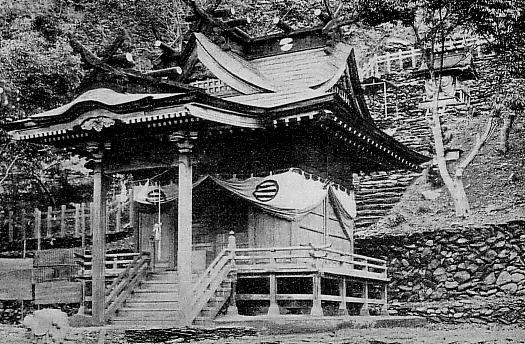
佐久間神社

原住民的教育除了少數平地原住民就讀的蕃人公學校，蕃地的原住民則是就讀「蕃童教育所」，亦由臺灣總督府警務局所管轄。為了原住民國語普及教育，則有設立高砂族國語講習所、國語普及會共計288處，在1937年底，原住民的平均國語普及率約為28.89%。在宗教影響方面，總督府首先於1920年在蘇澳郡蕃地設立東澳祠，以及於1923年在花蓮港廳設立佐久間神社，之後陸續在蕃地設立多處神社。在1937年底，在蕃地共設立1座神社、64座社祠、68做禮拜所或遙拜所。在社會教育方面，則組織了家長會、婦人會、男子及女子青年團等團體，由警察擔任指導，以磨練國語、涵養國民精神、學習公共奉仕等事務。
另外，臺灣總督府亦試圖透過出國觀光及電影教育作為原住民教化的方式之一。首先在1897年帶領台灣北部各部落頭目30人，前往日本內地觀光；在來是1910年帶領南部的頭目、勢力者等24人前往英國倫敦，並在當地停留一年後回台。之後陸續舉辦觀光活動，至1938年共舉行了18次島外觀光，參加人數約有549人。在電影放映部分，最初於1922年在理蕃課設置「活動寫真係」，並在各州廳配置電影放映機，以舉辦蕃地巡迴電影播放活動。

### 授產
為了改變原住民傳統的打獵、輪耕，因此獎勵定耕種植水田，在不適農耕處則鼓勵養牛、羊、豬等經濟動物以及獎勵養蠶。在其他經濟作物方面，亦鼓勵種植苧麻、蓪草、桑、果樹、蔬菜、花生、鳳梨、香菇、香蕉、咖啡、玉米等作物。對於17歲以上的男子，則有農業講習所供其學習農業相關知識及技術。

### 醫療
在醫療方面，除了警察駐在所備有醫藥，之後逐漸在部落配置公醫，以及設置療養所。在1937年底時，設有37處公醫診療所、193處療養所。

### 交易管制
蕃地的物產交易也屬於理蕃政策的一部分，在1914年公告「蕃地交易規則」，在指定地點設立蕃地交易所，以掌控蕃地交易和嚴防走私。交易所向原住民收購所生產的物資，主要物資有：米、花生、甘蔗、地瓜、蒲草、苧麻、竹、木材、木屐材、黃藤、藥草、獸皮、獸骨、愛玉子、木炭等。在交易所可供原住民購買的物品則有家具、農具、內地衣物、食鹽、石油、火柴、酒、香菸、衣物裝飾品、菓子、鹹魚、麵、砂糖等。原住民對於日式飯釜、手提箱、洋服、麵類、菓子、砂糖、罐頭、味噌、醬油等需求，也顯示原住民生活受外界的影響及改變。

### 集團移住
集團移住為台灣總督府計畫性的原住民部落遷村計畫，其目的是為了開發山林資源及方便管理原住民，將位於蕃地深山的部落遷至山下，並由警政單位積極的授產指導、鼓勵定耕，以改變原住民傳統生產方式，且改變了傳統部落之間的關係，也導致許多部落勢力被削減。台灣總督府從1901年開始在小部分部落試辦移住計畫，期間發生了七腳川事件，七腳川社在事後被移住到不同地方，以便當局在之後作為日人移民村吉野村。在1916年之後的移住計畫多由地方政府實施，命令歸順的部落移往隘勇線內的指定地點、移往山下，或是將散居的部落集中設置以便管理，並推行授產制度及水田農耕。
在1930年霧社事件之後，新上任的總督太田政弘在1931年發布新理蕃政策，並開始改為大規模地推動集團移住計畫，總督府警務局理蕃課則在1934年擬定了《蕃人移住十箇年計畫書》，預計在十年內，將三萬多人、共約四千多戶原住民移住。總計自1903至1941年間，共有7,318戶、43,112人移住。

## 後續影響
該理蕃政策雖說於1945年的戰後，因日本戰敗失去台灣統治權而真正宣告結束。不過，在影響上卻仍繼續存在。因為理蕃政策中後期的語言同化，讓日治時期出生的台灣原住民普遍會說日語，另外也在其母語上多滲有日語，可見影響之大。另外就觀察上而言，1945年後的國民政府山胞分類、法規、政策，在政治上稱呼原住民為山胞。另外，日治時期的集團移住政策在二戰後仍持續進行，國民政府自1946年辦理「山胞分期移住」，在1950年至1971年間，計有46個村落、2,992戶、15,978人遷至新聚落居住。
對於原住民的各項政策於2000年代之後，在推行母語等新思維後，有著較多改變，事實上，今名稱不同，但台灣政府原住民事務，正被台灣原住民要求恢復自治權而被挑戰著。

## 腳註
1. ↑  陳紹馨，1979，《台灣的人口變遷與社會變遷》，頁96-98，台北，聯經出版。
2. 1 2 3 4 5  臺灣總督府警務局理蕃課. . 1939.
3. 1 2  林, 一宏.  (PDF). 中原大學設計學博士學位學程. 2017  [2021-12-07]. （原始内容存档 (PDF)于2021-12-07）.
4. ↑  . 國史館臺灣文獻館.
5. ↑  葉高華.  (PDF). 國立臺灣圖書館.   [2021-12-03]. （原始内容存档 (PDF)于2021-12-03）.
6. 1 2  . 國立交通大學客家文化學院人文社會學系暨族群與文化研究所.   [2021-12-03]. （原始内容存档于2021-12-03）.
7. 1 2  簡圭彣.  (PDF). 國立臺灣圖書館.   [2021-12-03]. （原始内容存档 (PDF)于2021-12-03）.

## 延伸閱讀
- 石丸雅邦.〈臺灣總督府下的理蕃體制第一節理蕃政策的演變〉.NCCU.2008 （页面存档备份，存于）
- 黃唯玲.〈日治時期「平地蕃人」的出現及其法律上待遇（1895-1937）〉.2012 （页面存档备份，存于）
- 溫席昕.〈日治時期在臺日本警察的原住民書寫: 以重要個案為分析對象〉.獨立作家－秀威出版.2016 （页面存档备份，存于）